# Лианозово (бывший посёлок)
Лианозово — посёлок, созданный в начале XX века промышленником Лианозовым как дачный и вошедший в 1960 году в состав Москвы.

## История

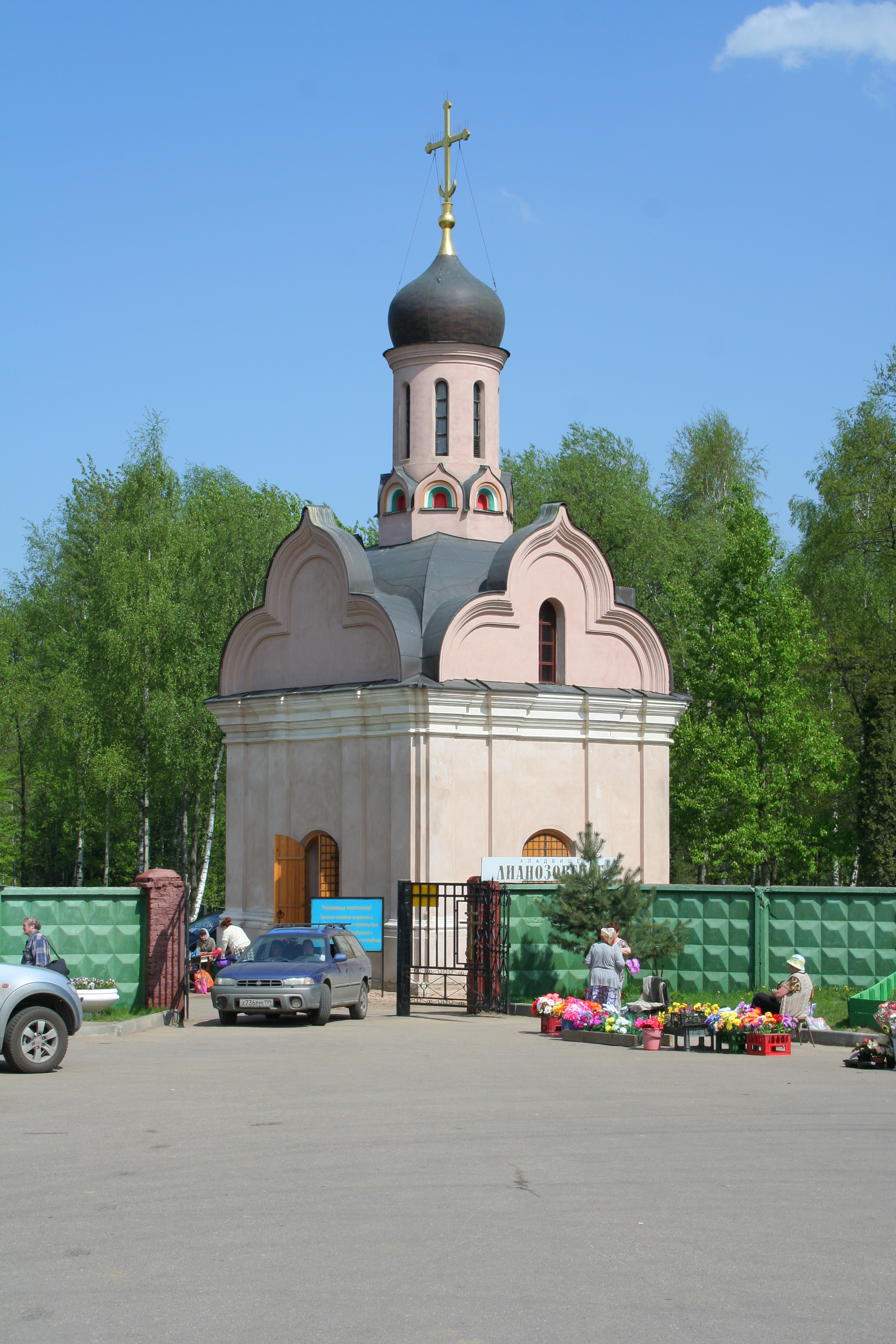
Храм-часовня на Лианозовском кладбище

История посёлка Лианозово начинается в 1888 году, когда имение Алтуфьево было выкуплено нефтяным магнатом и монополистом экспорта русской икры в Европу Георгием Мартыновичем Лианозовым.
Лианозов и стал инициатором строительства дачного посёлка, находившегося юго-западнее его усадьбы и получившего название «Лианозово». В 1903 году он распродал имение организованному для его эксплуатации обществу на паях, в котором преобладали «лица интеллигентных профессий». Стоимость участков составляла 800 рублей, на каждом участке разрешалось строить не более двух дач, поэтому состоятельные лица старались приобрести несколько участков. За короткое время в Лианозове выстроили около сотни дач в стиле модерн, которые охотно заселили члены семей московских предпринимателей (Вогау, Елисеевы, Постниковы), а также представители интеллигенции. Для удобства дачников рядом с посёлком была открыта железнодорожная станция Лианозово Савёловской ж. д. (ранее дачники пользовались станцией Бескудниково).
В дачном посёлке выпускалась газета «Дачный вестник».
Удобство сообщения с городом, а также сравнительная удалённость от него способствовали тому, что в окрестностях посёлка в 1905 году проходили военно-тактические занятия боевой дружины рабочих-печатников, активно проявившей себя во время неудачного декабрьского восстания в Москве.

### После революции
После революции некоторые владельцы покинули свои дома, и посёлок стал заселяться более простой публикой. Часть домов скупили нэпманы, часть уплотнили, и в бывших дачах поселили по нескольку семей пролетарского или крестьянского происхождения.
Лианозово упоминается в романе «Мастер и Маргарита»:
Эх, кабы не гуси мои! У меня, милый человек, бойцовые гуси в Лианозове. Подохнут они, боюсь, без меня. Птица боевая, нежная, она требует ухода… Эх, кабы не гуси!
На 1926 год в посёлке проживало 919 человек: 543 мужского и 376 женского пола.
Вот что представляла собой эта местность в 1926 году:

B пышной зелени, обрамленная ивовыми аллеями, платформа Лианозово может быть хорошим убежищем для дачников, ищущих красивую природу, свежий воздух и другие радости летнего отдыха… Платформа одинока, но всего лишь в 200 саженях от неё заманчиво притаились крестьянские дома и дачи с красивами, резными балконами и уютными мезонинами. В 25 минутах ходьбы от Лианозово начинается сплошной сосновый бор, постепенно переходящий в искусственный парк имения, принадлежащего ранее бывш. барону Вогау.
В чаще этого бора, изнемогающие от палящих лучей летнего солнца, дачники находят свежую прохладу и большое количество ароматной малины. Парк пересекается двумя большими чистоводными прудами, посреди которых на островочке утопает в зелени и цветах узорчатая беседка. В последней барон Вогау развлекался вместе с приезжающими к нему сановниками.

Из книги «Дачи и окрестности Москвы», 1930 год: 

В прекрасном смешанном лесу хорошо распланировано около 100 дач затейливой архитектуры, с крытыми верандами и балконами. На пруду купанье и катанье на лодках. Местность довольно сухая. Цены на дачи очень высокие: от 150 до 500 руб. за сезон. Есть кооператив, пекарня, ларьки, клуб, кино, библиотека, спортивная площадка и телефон-автомат. Ближайшая больница — в 1 км, в Алтуфьеве. У станции стоянка извозчиков, которые берут за проезд до поселка 1 руб.
В 1932 году создан Лианозовский парк, также в 1930-х годах в связи со строительством канала Москва — Волга к западу от Лианозова возник посёлок Севводстрой для строительства силами заключённых водопровода и подачи воды от Северной водопроводной станции в Москву.
С 1939 по 1959 годы посёлок входил в Краснополянский район Московской области.

### В составе Москвы
В 1960 году Лианозово и Алтуфьево вошли в черту Москвы. Часть улиц была переименована, чтобы избежать дублирования названий, уже существовавших в г. Москве. При строительстве МКАД часть могил Алтуфьевского кладбища оказалась на пути новой магистрали и была перенесена на новое, Лианозовское кладбище.

## Снос посёлка Лианозово
К середине 1970-х годов частные дома в посёлке начали сносить ради строительства бетонных жилых микрорайонов, сохранивших название Лианозово. До настоящего времени сохранились лишь 5 капитальных зданий постройки середины 1950-х на Илимской улице. Часть улиц старого Лианозово сохранилась. Некоторые улицы исчезли навсегда, например, Архангельская, Ярославская. Улица Рязанская, начинавшаяся напротив главного входа в парк, застроена полностью, и от неё не осталось и следа. Был также уничтожен кирпичный, в стиле модерн, двухэтажный особняк на Рязанской улице. В нём во время и после Великой Отечественной войны располагались сначала детский дом, а позже — Лианозовская детская больница, главным врачом которой была Клавдия Ивановна Астафьева (Богуш). На улице Псковской, в той её части, которая ближе к пруду, находился большой бревенчатый дом с мезонином. Это была Лианозовская начальная школа. 
Сохранилась лишь одна из дач посёлка Лианозово, находящаяся по адресу Череповецкая улица, дом 1 (ранее Ленинградская ул., дом 1). Судя по фотографии 1920—1930-х годов, это здание было типично для дачных строений начала XX века — двухэтажный загородный особняк с двускатной черепичной кровлей, крыльцами, верандами, высокими домовыми трубами. С запада была пристроена открытая веранда в виде четырёхколонного портика. Там же был главный вход, который вёл в небольшой зал, хорошо освещённый благодаря трём окнам южной застеклённой веранды и двум боковым окнам. Отсюда шла лестница на второй этаж. По белому портику это здание обычно называли «Белой дачей». Среди местных старожилов существуют две версии её истории. По одной из них, в «Белой даче» жил управляющий имением, а по другой — директор Савёловской железной дороги. После Октябрьской революции дача использовалась под коммунальное заселение. Однако после застройки окружающей территории многоэтажными домами её жильцы получили новые квартиры. В 1980-е годы здание находилось в руинах, большая часть художественной ценности была утрачена. В середине 1990-х годов был проведён ремонт и размещён музей художника К. А. Васильева, никогда в Лианозово не бывавшего. На сайте самого музея утверждается, что он располагается в особняке промышленника Степана Лианозова, построенном в 1903 году для его возлюбленной. Здание является типичным примером дачной архитектуры начала XIX—XX веков.